# Lennart Eliaeson
Harald Lennart Eliaeson, född den 12 oktober 1920 i Maria Magdalena församling, Stockholm, död 29 juni 1973 i Oscars församling, Stockholm, var en svensk friidrottare (längdhopp) som tog SM-guld i längdhopp 1943 och också deltog i ett antal landskamper. Han tävlade inom landet för IK Mode. 1944 var hans sista tävlingsår, då han därefter var tvungen att avsluta idrottskarriären på grund av ryggskador.